# Gorna Kremena, Vrața
Gorna Kremena (în bulgară Горна Кремена) este un sat în comuna Mezdra, regiunea Vrața,  Bulgaria. 

## Demografie
Componența etnică a satului Gorna Kremena
     Bulgari (89,32%)
     Nicio identificare (10,67%)
     Altele (0%)
La recensământul din 2011, populația satului Gorna Kremena era de 487 locuitori. Din punct de vedere etnic, majoritatea locuitorilor (89,32%) erau bulgari. Pentru 10,67% din locuitori nu este cunoscută apartenența etnică.